# Rupertia
Genre
Rupertia est un genre de plantes à fleurs dicotylédones de la famille des Fabaceae, sous-famille des Faboideae, originaire d'Amérique du Nord, qui comprend trois espèces acceptées.

## Liste d'espèces
Selon The Plant List (14 novembre 2018) :
- Rupertia hallii (Rydb.) J.W.Grimes
- Rupertia physodes (Hook.) J.W.Grimes
- Rupertia rigida (Parish) J.W.Grimes